# Fly with me
「Fly with me」（フライ・ウィズ・ミー）は常田大希が主宰する音楽プロジェクト・millennium paradeの楽曲。楽曲はNetflixで独占配信されるアニメーション「攻殻機動隊 SAC 2045」のオープニングテーマに起用された。楽曲は2020年4月22日にデジタルシングルとして各種音楽配信・ストリーミングサービス媒体でリリースされ、翌月13日にユニットの1枚目のマキシシングルとしてフィジカルがリリースされた。

## 背景
常田は4人組の音楽ユニットKing Gnuでフロントマンを務める一方、同グループの黎明期に立ち上げたDaiki Tsuneta millennium paradeを前身とするソロユニットmillennium paradeとしても活動している。「Fly with me」は2020年よりNetflixにて独占配信されるアニメーション「攻殻機動隊 SAC 2045」のオープニングテーマとして制作された。同アニメーションのウェブサイトで公開された常田のコメントでは「millennium paradeで作ろうとしている世界観は攻殻機動隊から多大なる影響を受けている」と熱烈な意気込みが語られている。
Fly With meはDaiki Tsuneta Millennium parade時代の時に作られた
「Down&Down」という曲がリメイクされて作られた。

## ビジュアル・ミュージックビデオ
「Fly with me」のビジュアル・ワーク、ミュージック・ビデオは常田が在籍するクリエイターチームPERIMETRONによって制作された。ビデオは全編がモーションキャプチャーの技術を用いたCGアニメーションで構成され、映像ディレクターの佐々木集とデジタルアーティストの神戸雄平が主宰するチームによって手がけられた。ビデオ制作は楽曲が「攻殻機動隊 SAC 2045」の主題歌に起用される話がまとまった段階で始動し、攻殻機動隊の影響を受けたSFアクションの要素と筋書きが用意された、映像的にも物語的にも綿密な構成が用意されたが、当初は予算やスケジュールの問題で内容の削減を余儀なくされたが、常田、millennium paradeが所属するソニーの音楽レーベルを介したプレゼンを経て予算の増大を獲得した。ビデオはEugene、Fuzzable、Popchopと名付けられた3人のキャラクター、彼らが闊歩する世界をさらに俯瞰・観察する別世界の人物が登場する。

## 収録内容
配信シングル盤
| 全作詞: ermhoi、全作曲: Daiki Tsuneta。 |                                                     |        |               |      |
| #                                       | タイトル                                            | 作詞   | 作曲・編曲    | 時間 |
| 1.                                      | 「Fly with me」                                     | ermhoi | Daiki Tsuneta | 4:48 |
| 2.                                      | 「Fly with me - Live (AT STUDIO COAST 2019.12.05)」 | ermhoi | Daiki Tsuneta | 4:48 |
| 合計時間:                               | 合計時間:                                           | 9:36   |               |      |

マキシシングル盤
| 全作詞: ermhoi、全作曲: Daiki Tsuneta。 |                                               |           |               |               |      |
| #                                       | タイトル                                      | 作詞      | 作曲・編曲    | 編曲          | 時間 |
| 1.                                      | 「Fly with me」                               | ermhoi    | Daiki Tsuneta | Daiki Tsuneta | 4:38 |
| 2.                                      | 「Fly with me -Steve Aoki Neon Future Remix」 | ermhoi    | Daiki Tsuneta | Steve Aoki    | 3:02 |
| 合計時間:                               | 合計時間:                                     | 合計時間: | 7:40          |               |      |

## チャート成績
「Fly with me」はNetflix独占配信アニメーション「攻殻機動隊 SAC 2045」のテーマソングに起用され、同作が解禁される前日、2020年4月22日に配信・ストリーミング媒体で先行リリースされた。Billboard JAPAN Hot 100では5月4日付の週間チャートで44位に初登場、翌週は34位、マキシシングルの売上ポイントが加算された5月25日付のランキングで最大33位までジャンプアップした。5月13日に発売されたマキシシングルは推定7700枚を売上げ、5月25日付のオリコン週間シングルランキングにおいて1位に初登場した。

## テレビ演奏
- テレビ朝日系『ミュージックステーション』(2021年2月19日[9])
- TBS系『CDTVライブ!ライブ!』(2021年3月1日[10])